# Ipiq-Adad
Ipiq-Adad (XIX secolo a.C. – XIX secolo a.C.) è stato un politico assiro, governatore della città di Eshnunna.

## Biografia
Figlio di Ur-Ninmar, fu successore di Ur-Nigišzida, come governatore di Eshnunna, capitale dell'omonimo regno da circa il 1820 a.C. a circa il 1811 a.C. Il regno di Eshnunna conquistato dal re di Assiria, Naram-Suen, intorno al 1830 a.C., era divenuto tributario di questo ed il suo re sostituito da un governatore. L'esercito di Eshnunna, alleato con quello del regno di Mari, sconfisse intorno al 1818 a.C. l'esercito del regno di Khana., costringendo il suo re Ila-kabkabi a rifugiarsi in Babilonia. Intorno all 1808 a.C. Shamshi-Adad I, figlio di Ila-kabkabi, dopo aver conquistato il regno di Assiria, conquistò anche Eshnunna sostituendo il governatore con uno dei suoi figli.